# 圣路易站
圣路易站，是法国的一个铁路车站，位于法国东部边境城市圣路易。

## 位置
圣路易站位于圣路易市区的西北部。车站大致呈西北-东南走向，开口朝东北。站内设有地下通道可连接车站西南侧（后门）及各个站台。
圣路易站并非斯特拉斯堡－圣路易铁路的终点，该铁路经圣路易站后继续向南延伸进入瑞士境内，终点站为巴塞尔法国车站。

## 设施
圣路易站设有人工售票窗口，其开放时间如下：
- 周一至五：7:45~19:30
- 周六：8:15~18:45
- 周日及节假日：14:00~19:50

此外，圣路易站还设有自动售票机等设施。

## 停靠线路
以下列车线路在圣路易站停靠：
| 圣路易站列车线路表 |      |              |            |                                                                |
| 线路               | 车种 | 上一站       | 下一站     | 大致运行频率                                                   |
| 斯特拉斯堡—巴塞尔  | TER  | 米卢斯       | 巴塞尔     | - 周一至五：每天24趟 - 周六：每天10趟 - 周日及节假日：每天14趟 |
| 米卢斯—巴塞尔      | TER  | 圣路易拉绍塞 | 巴塞尔圣让 | - 周一至五：每天24趟 - 周六：每天11趟 - 周日及节假日：每天7趟  |
| 1.                 |      |              |            |                                                                |

## 配套交通

### 长途客车
| 停靠圣路易附近的大巴车                                                    |                                         | |
| 上下车地点                                                                | 运营单位                                | 线路及沿途主要站点 |
| 欧洲广场（Place de l'Europe） （位于圣路易市中心，距离圣路易站大约1公里） | 上莱茵省城际客运 Lignes de Haute-Alsace | - 713线（每天1~2班，周六、周日及节假日停运）：阿滕什维莱尔、米斯帕克、瓦尔迪戈芬、松德斯多夫 - 714线（每天2~3班，周六、周日及节假日停运）：讷维莱尔、莱门、利本斯维莱尔 - 724线（每天7~9班，周日及节假日停运）：于南格、康布、尼费尔、小朗多、翁堡、奥特马赛姆、米卢斯 - 755线（每天2~5班，周日及节假日停运）：布洛蔡姆、巴尔特奈姆、锡伦茨、阿布赛姆、米卢斯 - 759线（每天1~2班，周日及节假日停运）：文茨维莱尔、贝特拉克、林斯多夫、菲斯利、奥尔坦格、比德塔勒 |
| 圣路易站门口                                                              | SNCF Car TER                            | （当某条铁路线施工或罢工时，SNCF可能会提供途径该线路沿途站点的大巴车） |
| 1.                                                                        |                                         | |

### 市内交通
| 圣路易站附近的市内公共交通线路 |              | |
| 公交车站名称                   | 位置         | 停靠线路 |
| Gare SNCF 圣路易-火车站        | 圣路易站门口 | - 4路：圣路易-科老师 ↔ 巴塞尔-希夫伦德 - 5路：圣路易-梅尔默高中 ↔ 巴尔特奈姆-共和广场 - 9路：圣路易-火车站 ↔ 于南格-工业南区 - 10路：圣路易-火车站 ↔ 于南格-埃桑格工业区 - 11路：圣路易-火车站 ↔ 圣路易-欧洲机场 |
| 1. 2. 3.                       |              | |

此外，巴塞尔有轨电车3号线延伸工程的终点站为圣路易站，该线路计划于2017年年底投入运营。

### 社会车辆
圣路易站后门设有社会车辆停车场。

## 临近车站
| 圣路易站（Gare de Saint-Louis） |                        |              |
| 上行车站                        | 线路                   | 下行车站     |
| 圣路易拉绍塞站                  | 斯特拉斯堡－圣路易铁路 | 巴塞尔圣让站 |
| - 本表仅显示运营中的线路及车站  |                        |              |